# Tomáš Katrňák
Tomáš Katrňák (* 18. října 1973) je český sociolog a pedagog, vedoucí katedry sociologie na Fakultě sociálních studií na Masarykově univerzitě v Brně. Je členem ISA (International Sociological Association).
Je autorem a spoluautorem mnoha odborných knih, přispívá do sociologických časopisů a také vystupuje na mezinárodních konferencích. Soustředí se předně na problematiku sociální nerovnosti a třídní analýzy.

## Studium, pedagogická a sociologická kariéra
V roce 1999 úspěšně dokončil magisterské studium oboru sociologie na Fakultě sociálních studií v Brně. Na téže fakultě v roce 2002 získal doktorát, v roce 2009 docenturu a v roce 2019 profesuru.
Na katedře sociologie působil nejprve jako odborný asistent, od roku 2009 jako docent. Od roku 2018 se stal vedoucím katedry. Na Fakultě sociálních studií v Brně se také stal aktivním členem několika akademických orgánů (Oborová rada - program sociologie, Školitelé PhD - obor sociologie, Kolegium děkana). V minulosti působil také jako proděkan pro zahraniční spolupráci.
Od roku 2000 přednáší na mezinárodních konferencích. Mnohokrát prezentoval v rámci ISA a na Masarykově univerzitě v Brně. Byl pozván také na univerzitu v Mannheimu, kde přednášel na téma "Trends in Social Fluidity between 1989 and 2009 in the Czech Republic".

## Dílo
Tomáš Katrňák je k roku 2018 autorem nebo spoluautorem celkem 6 knih a 84 odborných publikací. Jedním z témat, kterým se věnuje, je třídní analýza, konkrétně rozdíly mezi společenskými vrstvami a důvody pro vznik těchto nerovností. Věnuje se také sociální nerovnosti (především v České republice) a aspektům, které ji ovlivňují, ať už se jedná o vzdělání samotné, vzdělání rodičů nebo finanční zázemí.
Další problematikou, kterou se zabývá, jsou partnerské vztahy, především mezi mladými lidmi. Je spoluautorem knihy na toto téma „Na prahu dospělosti“, článku „Preference výběru partnera: Liší se rozvedení a svobodní ve sňatkových a partnerských preferencích?“, přispěl také do knihy „Lze předpovědět, jaký bude náš budoucí manželský partner?“.

### Vybrané knihy
- Na vzdělání záleží - Jak vzdělanostní rozdíly ovlivňují osudy lidí v české společnosti. Katrňák, Tomáš; Hamplová Dana, Brno: Centrum pro studium demokracie a kultury (CDK), 2018.
- Návrat k sociálnímu původu: Vývoj sociální stratifikace české společnosti v letech 1989 až 2009. Katrňák, Tomáš; Petr Fučík, Brno: Centrum pro studium demokracie a kultury (CDK), 2010.
- Na prahu dospělosti: Partnerství, sex a životní představy mladých v současné české společnosti. Katrňák, Tomáš; Zdeňka Lechnerová; Petr Pakosta; Petr Fučík, Praha: Dokořán, 2010.
- Spříznění volbou? Homogamie a heterogamie manželských párů v České republice. Katrňák, Tomáš, Praha: Slon 2008.
- Třídní analýza a sociální mobilita. Katrňák, Tomáš, Brno: CDK 2005. Katrňák, Tomáš: Odsouzeni k manuální práci: Vzdělanostní reprodukce v dělnické rodině. Praha: Slon 2004.[4]

### Vybrané publikace
- Factors Influencing the Position of Young People on the Labour Market and Changes in Mobility Opportunities in the Czech Republic (2011) – text analyzuje faktory ovlivňující pozici mladých lidí na trhu práce a změny mobilitních šancí v České republice.
- Segmenty zaměstnaných a nezaměstnaných v České republice v letech 1998 až 2004 (2007) – stať se zabývá vývojem trhu práce v České republice z perspektivy zaměstnanosti a nezaměstnanosti v letech 1998–2004.
- Proměny české rodiny v devadesátých letech (2002) – článek analyzuje důsledky, které plynou z rozporu mezi rodinou a tržní ekonomikou na jedné straně a ze zdůraznění ideálu individuální autonomie v rámci rodinného soužití na straně druhé.
- Duch kapitalismu a sebevražednost (2000) – článek poukazuje na rozpor mezi dobou práce a dobou volna, který se ustavil v moderní společnosti. Zatímco doba práce vytváří řád a dává smysl lidskému životu, doba volna je výzvou tomuto řádu, s nímž se musí moderní člověk vypořádávat.
- Věda a jak versus život a proč - pojetí sociální vědy v kontextu myšlení Maxe Webera a Karla Mannheima (1997) – stať zahrnuje dvě pojetí vědy, které najdeme u Maxe Webera a Karla Mannheima a zaměřuje se na jejich charakteristiky.[5]